# Fremont Older
Fremont Older (30 août 1856 – 3 mars 1935) était un journaliste et rédacteur en chef à San Francisco, en Californie pendant près de cinquante ans. Il est surtout connu pour ses campagnes contre la corruption et ses efforts au nom de Tom Mooney et Warren Billings, accusé à tort de la Préparation de la Journée de bombardement de 1916.
Né dans une cabane en rondins à Appleton, Wisconsin, il a commencé sa vie professionnelle à l'âge de 12 ans comme apprenti imprimeur, après la lecture de l'histoire de Horace Greeley. Il a travaillé à Virginia City, dans le Nevada, pour le Territorial Enterprise (où écrivait Mark Twain), puis pour le Redwood City Journal, et plus tard, pour le quotidien Alta California.
En 1895, il est devenu rédacteur en chef du San Francisco Bulletin, qui a par la suite fusionné avec The San Francisco Call, en 1929. Il acquit une certaine notoriété lors de l'élection à la mairie de San Francisco d'Eugene Schmitz, qui a conduit au procès pour corruption contre le promoteur immobilier Abe Ruef, lors de la reconstruction de San Francisco suivant le tremblement de terre de 1906.
À un moment, il a été enlevé et menacé de meurtre par des personnes inconnues. Fremont Older  aussi enquêté sur Thomas Joseph « Tom » Mooney (1882 – 1942) un syndicaliste et activiste politique, accusé à tort, avec Warren K. Billings, d'être les auteurs de l'attentat à la bombe du 22 juillet 1916, qui avait fait dix morts à San Francisco.
Il a été traité de communiste, et de Wobblie, de syndicaliste et de traître, mais son patron William Randolph Hearst l'a soutenu. Fremont Older est mort quelques années avant que Thomas Mooney soit gracié par le gouverneur de la Californie Culbert Olson en 1939. Dans ses dernières années au service du San Francisco Bulletin, Fremont Older  a été offensé par la réécriture de ses éditoriaux par le propriétaire. Après vingt-trois années de service, il a démissionné en 1918 et est allé dans le journal de William Randolph Hearst, le San Francisco Appel. Avec un personnel de talent, il a apporté des informations sur l'affaire Thomas Mooney  et de nombreuses autres histoires que le propriétaire du San Francisco Bulletin avait refusé de publier.
Fremont Older était aussi l'une des premiers défenseurs des prostituées, ayant publié un article dans le Bulletin en 1917 intitulé « Une Voix de l'au-delà, par Alice Smith. » L'article a dopé le tirage du Bulletin.
Fremont Older était un ami de longue date et correspondant de Clarence Darrow, connu comme un ami des pauvres. Il est mort dans un hôpital à Stockton, en Californie, après avoir souffert d'une crise cardiaque au volant.